# Фурмановка (Кировоградская область)
Фурмановка (укр. Фурманівка) — село в Новоукраинской городской общине Новоукраинского района Кировоградской области Украины.
Население по переписи 2001 года составляло 604 человека. Телефонный код — 5251. Код КОАТУУ — 3524087001.